# Gehée
Gehée település Franciaországban, Indre megyében. Lakosainak száma 254 fő (2022. január 1.). Gehée Baudres, Frédille, Jeu-Maloches, Langé, Moulins-sur-Céphons, Selles-sur-Nahon és Levroux községekkel határos.

## Népesség
A település népességének változása:
| Lakosok száma | 480  | 352  | 313  | 310  | 261  | 261  | 255  | 252  | 250  | 254  |
|               | 1968 | 1982 | 1990 | 2006 | 2013 | 2015 | 2017 | 2019 | 2020 | 2022 |